# 曼徹斯特大學人物列表
此列表列出2004年成立的曼彻斯特大学，及其前身曼徹斯特維多利亞大學和曼徹斯特科技大學中具有关注度的校友及教職員，其中包括25位诺贝尔奖得主。：

## 理科
- 阿兰·图灵（Alan Turing），计算机科学和人工智能学的创始人，美国计算机学会的图灵奖就以他的名字命名。
- 保羅·艾狄胥（Paul Erdős），匈牙利籍犹太人，发表论文高达1525篇（包括与人合写的），为现时发表论文数最多的数学家（其次是欧拉）；曾和511人合写论文。
- 诺曼·福斯特（Norman Foster），1956年入校进行本科学习。1999年，福斯特荣获第21届普利兹克建筑奖。著名设计作品包括德国柏林国会大厦、日本东京千年塔、西班牙毕尔包地铁站、英国大伦敦市政厅、香港国际机场和香港汇丰總行大厦。

### 物理学和化學
- 汤姆孙（J. J. Thomson），14岁进入该校，1871年到1876年进行学习和研究工作。后来他发现了电子，于1906年获得诺贝尔奖。
- 约翰·亨利·坡印廷（John Henry Poynting），1867年至1872年在读，是新物理实验室的头几位学生之一。1876年到1879年任教。后来成为梅森学院（即后来的伯明翰大学）教授。他主要研究电学和光学，著名的玻因廷向量即出自他手。1891年，他测定了地球的平均密度；1893年，测定了万有引力常数。其玻因廷-罗伯逊效应与相对论有关。
- 威尔逊（Charles Thomson Rees Wilson），1884年至1887年在读，发明了膨胀云室（威耳逊云室），於1927年获得诺贝尔奖。
- 拉塞福（Ernest Rutheford），1907年至1919年任教，著名物理学教授，1908年因为其物质的分解和放射物化学而获得诺奖。他是裂解原子的第一人。
- 查德威克（James Chadwick）,1908年至1913年，是该校的理学学士，理学硕士和研究员（跟随卢瑟福），他发现了中子，於1935年获得諾貝爾奖。
- 汉斯·盖革（Hans Geiger），1906年到1914年人研究员，同马斯登Marsden进行了早期的「α 粒子散射实验」实验，也称「盖革-马斯登试验」。发明了著名的「盖革计数器」。
- 欧内斯特·马斯登（Sir Ernest Marsden），1888年生于英格兰的兰开夏，他得以进入本校，並遇见使他成名的卢瑟福。他和盖革进行了「α 粒子散射实验」，从而建立了原子的葡萄乾布丁模型。拉瑟福推荐他继任惠灵顿维多利亚大学的物理学教授。
- 玻尔（Niels Bohr），于1911年至1916年任研究员，主要研究原子结构，是量子力学理论的奠基人。在卢瑟福理论的基础上发明了原子结构的玻尔模型。1922年获得諾貝爾奖。
- 威廉·劳伦斯·布拉格（William Lawrence Bragg），1919年至1937年任主任（著名物理学教授），和他父亲威廉·亨利·布拉格齐获1915年諾貝爾奖，主要研究领域是“X射线的衍射”，此项研究为后来DNA的发现和蛋白质结构（剑桥大学布拉格研究组的沃森、克里克、威尔金斯、羅莎琳·富蘭克林（DNA）等及肯德鲁及佩鲁茨（蛋白质））的研究有重要意义。
- 内维尔·莫特（Nevill Francis Mott），1929年至1930年任教，英国物理学家，1977年，因为对磁性和无序体系电子结构的基础性理论研究，与菲利普·安德森、约翰·凡扶累克共同荣获诺贝尔物理学奖。
- 漢斯·貝特，1932年研究员和临时教授，1967年获诺奖，理论贡献是原子反应理论，特别是星体能量产生方面的研究。
- 道格拉斯·哈特里（Douglas Hartree）1929年到1946年任教授，发明了著名的微分分析器，用于分析多电子原子的波函数。
- 布莱柯特（Patrick M. Blackett）,1937年至1953年任主任及著名物理学教授，1948年因对云室研究和对正电子的发现及确认而获得诺奖。
- 乔治·D·罗切斯特（George D Rochester），1947年同克里夫德·巴特（Clifford C Butler）一起发现了奇异粒子。
- 阿瑟·舒斯特（Arthur Schuster），1888年至1907年著名物理学教授，对于光学和天文学多有贡献，他的兴趣十分广泛，包括地磁学、光学、太阳物理、数学周期理论等。他在英国率先引入了气象学。
- 亨利·莫塞莱，发现核电荷数等于原子序数。他追随卢瑟福研究，对于X射线应用和原子结构的研究有出色的贡献，他发现使用原子序数来排列元素周期表是更加精确的。莫塞莱在1915年提名诺奖，但不幸得是他于1915年8月在一战中阵亡，与诺奖失之交臂。
- 乔治·德·赫维西（George de Hevesy），1910年至1913年任研究员，1943年获得诺奖，主要贡献是在化学反应中的同位素跟踪法。
- 约翰·考克饶夫（Sir John Douglas Cockcroft），1914年至1915年追随贺瑞斯·拉姆学习数学，在UMIST技术学院得到电机工程学士和硕士，1951年获得诺奖，主要贡献是在原子加速过程中的原子变化研究。是UMIST的教务长，也是英国原子能科学研究院（BAERE）的主任，也是曼哈顿计划的主要参与人员。
- 约翰·兰纳-琼斯（Sir John Lennard-Jones），1912年他转学数学时进入本校，在第一次世界大战期间效力于英国陆军航空队。1919年至1922年任本校数学教授。现代理论化学的奠基人，提出原子轨道线性组合（LCAO）方法，兰纳-琼斯势、LJ液体就是以他的名字命名的。
- 约翰·查尔斯·波拉尼（John Charles Polanyi），1986年以分子水準化學反應動力學的研究與李遠哲及赫施巴赫（Dudley R. Herschbach）共獲諾貝爾化學獎。
- 迈克尔·史密斯（Michael Smith），發明了聚合酶連鎖反應（PCR），突破DNA基礎化學之研究方法，1993年獲頒諾貝爾化學獎。
- 安德烈·海姆（Andre Geim），俄罗斯裔荷兰籍与英国籍的物理学家，因为“在二维石墨烯材料的开创性实验”而与其学生康斯坦丁·诺沃肖洛夫一同获2010年诺贝尔物理学奖。

### 生物学和医学
- 阿奇博尔德·希尔（Archibald Vivian Hill），1920年至1923年任生理学Brackenburg教授，1922年获诺贝尔生理学医学奖，主要贡献是对肌肉力量产生的研究。
- 約翰·蘇爾斯頓（Sir John E. Sulston），因發現器官發育和細胞程序性細胞死亡（細胞程序化凋亡）的遺傳調控機理，獲得2002年諾貝爾生理學醫學獎。

## 经济学
- 约翰·希克斯（John Hicks），以一般均衡理论和福利经济学的研究获1974年诺貝爾經濟學奖。
- 威廉·阿瑟·刘易斯（Arthur Lewis），1979年获诺貝爾經濟學奖，主要贡献是对于发展中国家经济发展问题的研究。
- 約瑟夫·斯蒂格利茨（Joseph Eugene Stiglitz），曾擔任世界銀行資深副總裁與首席經濟學家，以其經濟全球化的理論享譽學界，2001年獲得諾貝爾經濟學獎。

## 人文、政治與藝術
- 维根斯坦（Ludwig Wittgenstein），1908年進入本校攻讀航空工程氣體動力學學位，從而發展出對數學基礎與哲學邏輯的興趣，日後成為20世纪最伟大的哲学家之一，著名著作有《逻辑哲学论》、《哲学研究》、《文化与价值》。他原本是邏輯實證論的代表性人物，後期卻立場丕變，對科學哲學、語言哲學、與分析哲學的影響皆極其深遠。
- 哈伊姆·魏茨曼（Chaim Azriel Weizmann），猶太裔化學家，以色列建國運動的活躍份子，1948年以色列建國後，成為第一任以色列總統。
- 安东尼·伯吉斯（Anthony Burgess），1937年至1940年在校主修英国语言文学。英国当代著名小说家、作曲家、剧作家和文学批评家。1962年完成著名的《发条橙》。
- 贾玛鲁丁查吉（馬來語：Jamaludin bin Dato' Mohd Jarjis），马来西亚政治人物，巫统党员。自1990年马来西亚大选以来代表国民阵线当选为彭亨云冰的国会议员，曾是巫统中央委员。
- 柯嘉逊（Kua Kia Soong），马来西亚社会工作者，教育工作者及前民主行动党八打灵再也国会议员。柯嘉逊博士也是人权组织人民之声的董事。
- 班奈狄克·康柏拜區（Benedict Cumberbatch），英國男演員，2010年因主演BBC電視劇《新世紀福爾摩斯》而聲名大噪。
- 亞力克斯·嘉蘭（Alexander Garland），英國小說家、編劇、電影監製和導演，作品包括《海灘》與《機械姬》。
- 徐子珊（Kate Tsui），香港前女藝人，2004年度香港小姐競選冠軍，現移居到英國成為臨床心理學家。
- 陳庭欣（Toby Chan），香港人，2010年度香港小姐競選冠軍，現為無綫電視演員。
- 丹·豪爾（Dan Howell），英國知名YouTube影片部落客（YouTuber）。